# Осінув-Дольни
Осінув-Дольни (пол. Osinów Dolny, нім. Niederwutzen) — село в Польщі, у гміні Цединя Грифінського повіту Західнопоморського воєводства.
Населення — 205 осіб (2011).
У 1975-1998 роках село належало до Щецинського воєводства.

## Демографія
Демографічна структура станом на 31 березня 2011 року:
|          | Загалом | Допрацездатний вік | Працездатний вік | Постпрацездатний вік |
| -------- | ------- | ------------------ | ---------------- | -------------------- |
| Чоловіки | 95      | 21                 | 64               | 10                   |
| Жінки    | 110     | 27                 | 57               | 26                   |
| Разом    | 205     | 48                 | 121              | 36                   |